# 巴伊亞鸚鯛
巴伊亞鸚鯛，為輻鰭魚綱鱸形目隆頭魚亞目鸚哥魚科的其中一種，分布於西南大西洋的巴西巴伊亞海域，棲息深度5-20公尺，體長可達15.4公分，棲息在礁石區，以藻類為食。